# Občanská neposlušnost (esej)

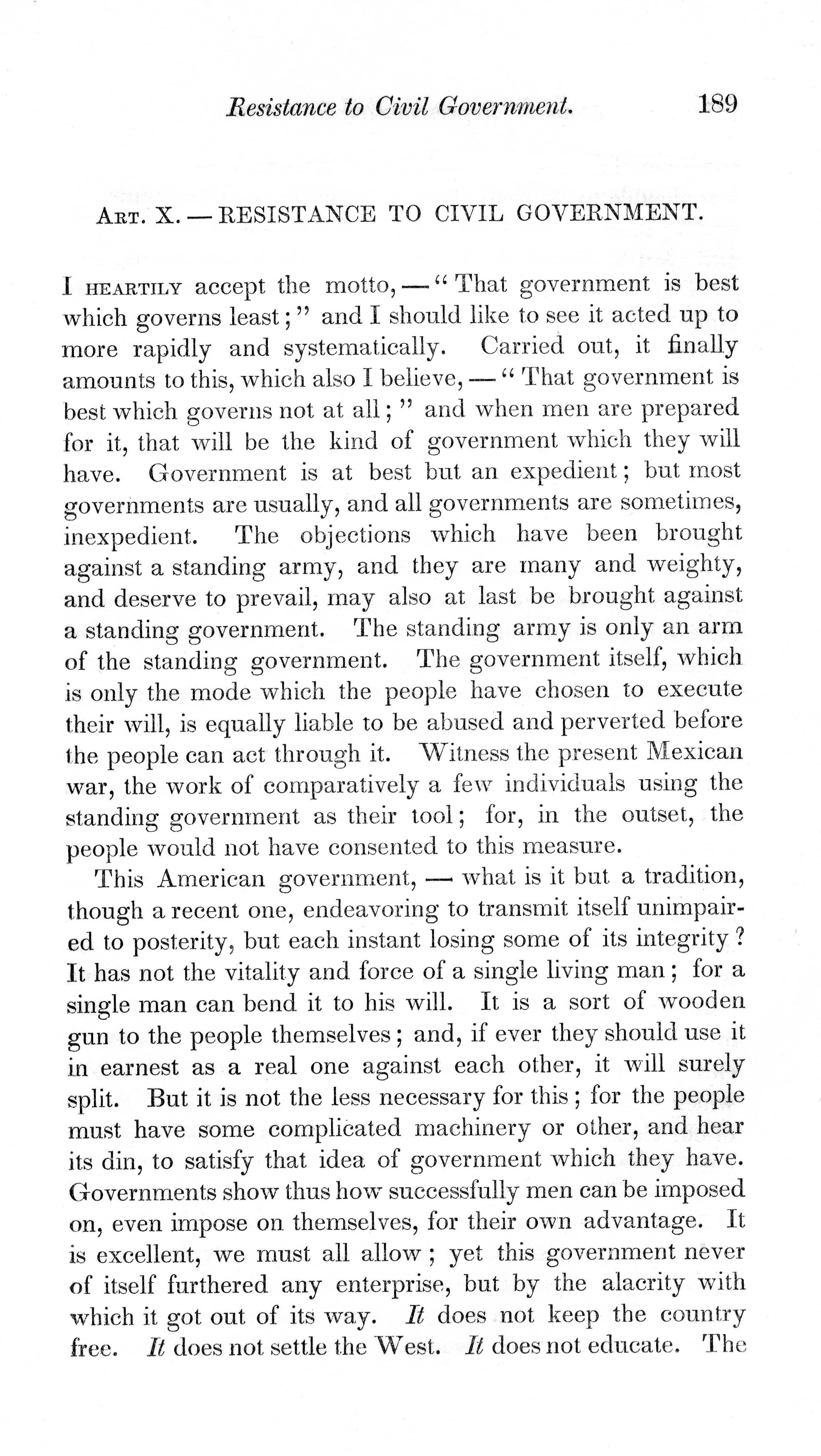
Občanská neposlušnost (první vydání, 1849)

Občanská neposlušnost (původně "Vzdor vůči státní vládě" – Resistance to Civil Government) je významný esej amerického transcendentalistického filozofa H. D. Thoreaua napsaný v roce 1848 a poprvé vydaný v květnu roku 1849. Thoreau byl částečně motivován k napsání eseje odporem vůči otroctví a mexicko-americké válce v letech 1846–1848.

## Kontext
K napsání eseje přispěla událost z července roku 1846 (v té době Thoreau už rok bydlel u Waldenu), kdy se vydal do města k ševci a tam jej na ulici zastavil concordský výběrčí daní a žalářník Samuel Staples se žádostí, aby vyrovnal svůj daňový dluh. Přitom prý Thoreauovi nabídl, že má-li hluboko do kapsy, daň za něho sám zaplatí. Thoreau o tom však nechtěl ani slyšet a namísto toho se nechal zatknout a odvést do vězení.

### Zajímavosti
- Zajímavostí je, že žalářník Samuel Staples zjevně jednal nelegálně. Podle tehdejších zákonů měl totiž v takovém případě zabavit a prodat dlužníkův majetek a z utržených peněz uhradit daň a další náklady.[2]
- Traduje se, že Thoreaua v žaláři navštívil Emerson, který se jej zeptal: „Proč jsi tady, Henry?", na což se mu dostalo odpovědi: „A proč vy tu nejste?".[2]
- Pravdou je, že Thoreau ve vězení nemusel být držen ani přes noc, protože kdosi zašel k Steplesovi domů a jeho dceři předal částku, kterou byl Thoreau dlužen, a když Steples došel večer domů, nic mu nebránilo, aby jej šel propustit, ale jelikož by si musel znovu obouvat boty, nechal to až na další den.[2]
- Thoreau údajně následujícího dne odmítal vězení opustit.[2]
- Thoreau daň z hlavy neplatil ani v dalších letech, ale nějaký člen z rodiny ji každoročně platil za něj, aby se podobný incident již neopakoval.[2]

## Poselství
Thoreau v eseji vybízí k tomu, aby lidé byli v prvé řadě lidmi a až poté občany státu, tudíž by měli při rozhodování dávat přednost svému svědomí před zákonem. Pokud nesouhlasí s kroky vlády, měli by přerušit spolupráci s ní – odmítnout platit daně. Lidé by podle něj měli žít soběstačně a v rámci možností bez vlastnictví, aby se nestali snadno ovladatelní státem pod pohrůžkou zabavení majetku. Píše: „Musíte si pronajmout či obsadit nějaké obydlí a vypěstovat jen to, co sami sníte. Musíte žít ve svém nitru, spoléhat se sami na sebe, být neustále ve střehu, připraveni vyrazit na cestu, a nesmíte se zabývat příliš mnoha věcmi.“

## Citáty a výňatky z eseje
- „Nejlepší vláda je ta, která nevládne vůbec.“[4]
- „Myslím, že bychom měli být v první řadě lidmi a teprve potom občany státu. Spíše než úctu k zákonům je nutné získat úctu ke spravedlnosti.“[5]
- „Zajděte do armádních loděnic a pohleďte na příslušníka námořnictva, na člověka, jakého dokáže stvořit americká vláda, čili takového, jakého dokáže stvořit pomocí své černé magie, a zjistíte, že je pouhým stínem, pouhým náznakem lidství, člověkem ustrojeným do rakve zaživa a ve stoje a dalo by se říci pohřbeným ještě ve zbrani ... Takoví lidé nevzbuzují více úcty než slamění panáci či hrouda hlíny a nemají větší význam než koně a psi.“[6]
- „Ani na okamžik nemohu uznat svoji vládu, která také zároveň vládne otrokům.“[7]
- „Tento národ musí zrušit otroctví a přestat válčit s Mexikem, i kdyby měl následkem toho jako národ zaniknout.“[8]
- „Na jednoho ctnostného člověka připadá devět set devadesát ochránců ctnosti, snáze se však jedná s tím, kdo určitou věc skutečně vlastní, nežli s tím, kdo ji pouze dočasně opatřuje.“[9]
- „Oddávám-li se jiným činnostem a myšlenkám, přinejmenším se musím nejdříve ujistit, že při tom nikomu nesedím na hlavě. Pokud ano, musím nejprve slézt, aby se i on mohl věnovat vlastním myšlenkám.“[10]
- „Na svět jsem nepřišel proto, abych jej v prvé řadě změnil v místo, kde se dobře žije, nýbž abych v něm žil, ať již je dobrý, nebo špatný.“[11]
- „Jediné místo pro svobodného člověka v otrocké společnosti je ve vězení.“[12]
- „Obecně vzato, čím více peněz, tím méně ctností.“[13]
- „Vystavit se trestu za neposlušnost vůči státu mě stojí po všech stránkách méně, než kdybych se projevil jako poslušný - v takovém případě bych si připadal méněcenný.“[3]
- „Nenarodil jsem se proto, abych byl k něčemu nucen, dýchat si budu po svém.“[14]
- „Chci zkrátka odepřít poslušnost státu, zcela se od něj odtáhnout a stranit se jej.“[15]
- „Vládou se však příliš nezabývám a věnuji jí co nejméně myšlenek, dokonce ani v tomto světe není mnoho chvil, kdy žiji pod něčí vládou.“[16]
- „Ti, kdo neznají ryzejší zdroje pravdy a nedošli proti proudu jejího toku výše, se drží - a činí moudře - bible a ústavy a pijí zde z oné řeky s úctou a pokorou, avšak ti, kdo ji spatří, jak se v podobě tenkého potůčku vlévá do nějakého jezera či tůňky, si znovu přepásají bedra a pokračují ve své pouti k jejímu prameni.“[17]
- „Nový zákon vznikl již před osmnácti sty lety - kde jsou však politici, kteří by měli dostatek moudrosti a praktičnosti a využili světla, jež tento spis vrhá právě na oblast zákonodárství?“[17]
- „Žádný stát nebude nikdy zcela svobodný a osvícený, dokud neuzná jednotlivce jako vyšší a nezávislou moc, z níž pramení veškerá státní moc a autorita, a nebude s ním podle toho jednat.“[18]

## Vliv eseje
Mahátma Gándhí napsal:
| „                                 | Thoreau byl velký spisovatel, filozof, básník a zároveň velmi praktický člověk, tím myslím, že neučil nic, co by sám již nepraktikoval. Byl jednou z největších a nejmravnějších osob, které kdy Amerika dala světu. V době hnutí za zrušení otroctví napsal svůj známý esej o povinnosti k občanské neposlušnosti. Kvůli svým zásadám a utrpení ostatních byl ochotný jít do vězení. Jeho esej byl tudíž posvěcený jeho útrapami. Mimo to je platný provždy, jeho pronikavá logika je nevyvratitelná. | “ |
| — "For Passive Resisters" (1907). | |   |

Vůdce amerického hnutí za občanská práva Dr. Martin Luther King, Jr. byl také ovlivněn tímto esejem. Ve své autobiografii napsal:
| „                                                | Thoreauův esej Občanská neposlušnost jsem četl poprvé během svých studijních let. Mé první seznámení s teorií nenásilného odporu přišlo zde v tomto odvážném novoanglickém odmítnutí zaplatit daně, při němž si Thoreau raději zvolil vězení než podporovat válku, která by rozšířila otrokářství do Mexika. Fascinován myšlenkou odmítnutí spolupráce se zkaženým systémem jsem byl tak hluboce pohnut, že jsem si práci přečetl hned několikrát. Přesvědčil jsem se, že nespolupracovat se zlem je stejnou morální povinností jako spolupracovat s dobrem. Nikdo jiný nerazil tuto ideu s takovou vášní a s takovou výmluvností jako Henry David Thoreau. V důsledku jeho spisů a osobního svědectví jsme dědici tohoto odkazu tvůrčího protestu. Thoreauovo učení znovu ožilo v našem hnutí za občanská práva, ve skutečnosti je živější než kdy dřív. | “ |
| — "The Autobiography of Martin Luther King, Jr." | |   |

Mezi další známé osobnosti, které tento esej ovlivnil, patří Martin Buber, L. N. Tolstoj, John F. Kennedy, Marcel Proust, Ernest Hemingway, Upton Sinclair, Sinclair Lewis, William Butler Yeats a další.